# Rhabinopteryx subtilis
Rhabinopteryx subtilis är en fjärilsart som beskrevs av Paul Mabille 1888. Rhabinopteryx subtilis ingår i släktet Rhabinopteryx och familjen nattflyn. Inga underarter finns listade.